# George Forrest Browne
George Forrest Browne (4 décembre 1833 - 1er juin 1930) est un évêque anglais, le premier évêque anglican de Stepney de 1895 jusqu'en 1897 lorsqu'il est nommé évêque de Bristol.

## Jeunesse
Browne est né à York en 1833 et fait ses études à la St Peter's School d'York et au St Catharine's College de Cambridge. Il est le 30e wrangler en 1856. En 1857, où il obtient un diplôme de 2e classe avec distinction en théologie et est ordonné en 1858.

## Carrière
Après une période comme enseignant en Écosse, il retourne à son collège en 1863 en tant que Fellow. Il occupe ensuite diverses fonctions et passe quelque temps comme curé de paroisse. Il devient un archéologue distingué et est professeur Disney d'archéologie à Cambridge de 1887 à 1892. 
Après un poste de Vicaire à Ashley, dans le Cambridgeshire, il monte régulièrement dans la hiérarchie de l'Église. De 1891 à 1895, il est chanoine résident à la cathédrale Saint-Paul avant d'être élevé à l'évêché suffragant du diocèse de Londres (désormais nommé évêque de Stepney), poste qu'il occupe jusqu'à ce qu'il obtienne le statut d'évêque diocésain avec promotion au siège de Bristol.
Prenant sa retraite de son poste de professeur à l'âge de 62 ans, Browne devient évêque de Stepney en 1895 et évêque de Bristol en 1897. Il reste à Bristol jusqu'en 1914. Après avoir quitté Bristol, Browne publie pas moins de six autres livres dans les dernières années de sa retraite. Il meurt à Bexhill-on-Sea en 1930. Browne est commémoré dans la cathédrale de Bristol par un beau buste en bronze signé K Scott, dans le bas-côté nord du chœur.
Passionné d'escalade, Browne est président de l'Alpine Club au début du XXe siècle. Le révérend Browne est connu des spéléobibliophiles pour son livre, Ice Caves in France and Switzerland, publié en 1865.

## Publications
- The Venerable Bede, 1879
- The Ilam Crosses 1889
- Lessons from Early English Church History, 1893
- The Christian Church in these Islands before the Coming of Augustine, 1894
- History of St Catharine's College, 1902
- The Continuity of the Holy Catholic Church in England. A Lecture Delivered at St. Columba's Church, Haggerston, in 1896, 1903
- The Recollections of a Bishop, 1915
- The Importance of Women in Anglo-Saxon Times, the Cultus of St. Peter and St. Paul, and other addresses, 1919